# خط رادكليف
كان خط رادكليف خطًا لترسيم الحدود بين الجزأين الهندي والباكستاني من إقليمي البنجاب والبنغال من الهند البريطانية. دُعي الخط بهذا الاسم نسبة لمصممه السير سيريل رادكليف الذي، بصفته شريكًا في رئاسة اللجنتين الحدوديتين المسؤولتين عن الإقليمين، تلقى مسؤولية تقسيم منطقة تبلغ مساحتها 175,000 ميل مربع (450,000 كيلومتر مربع) من الأراضي تحوي 88 مليون قاطن بشكل منصف.
نُشر خط ترسيم الحدود في السابع عشر من أغسطس عام 1947 حول فترة تقسيم الهند. في يومنا الحالي بقي الجزء الغربي منه يمثل الحدود بين الهند وباكستان في حين يمثل الجزء الشرقي الحدود بين الهند وبنغلادش.

## الخلفية

### دوافع التقسيم

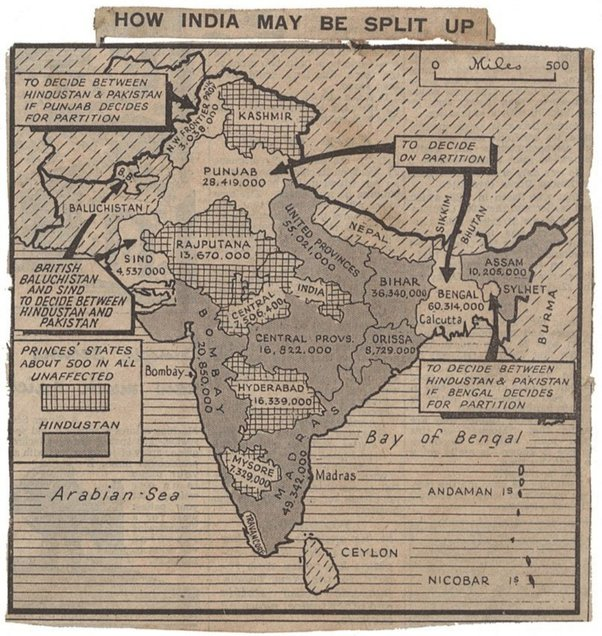
خريطة توضح الإطار العام للتقسيم. منشور في صحيفة ديلي هيرالد بتاريخ 4 يونيو 1947.

نص قانون استقلال الهند لعام 1947 الصادر عن برلمان المملكة المتحدة في 18 يوليو 1947 أن الحكم البريطاني في الهند سينتهي بعد شهر واحد فقط أي في 15 أغسطس 1947. كما نص القانون على تقسيم رئاسات ومقاطعات الهند البريطانية إلى دولتين جديدتين: الهند وباكستان.
ستصبح باكستان دولة للمسلمين أما الهند فستكون علمانية. أصبحت المقاطعات البريطانية ذات الأغلبية المسلمة في الشمال الغربي أراضي باكستان بالكامل، وهي مقاطعات بلوشستان (عدد المسلمين فيها قبل التقسيم 91.8٪ ) والسند (72.7٪) ومقاطعة الحدود الشمالية الغربية. لكن كانت هناك مقاطعتين ذات أغلبية مسلمة صغيرة: البنجاب في الشمال الغربي (نسبة المسلمين فيها 55.7٪) والبنغال في الشمال الشرقي (54.4٪ مسلم).
استقرت أطراف نقاشات الاستقلال على تقسيم هاتين المقاطعتين بين الهند وباكستان. يستلزم هذا التقسيم "قطع الاتصالات البرية والسكك الحديدية وشبكات الري وأنظمة الطاقة الكهربائية وحتى حيازات الأراضي الفردية".

### تجارب التقسيم السابقة

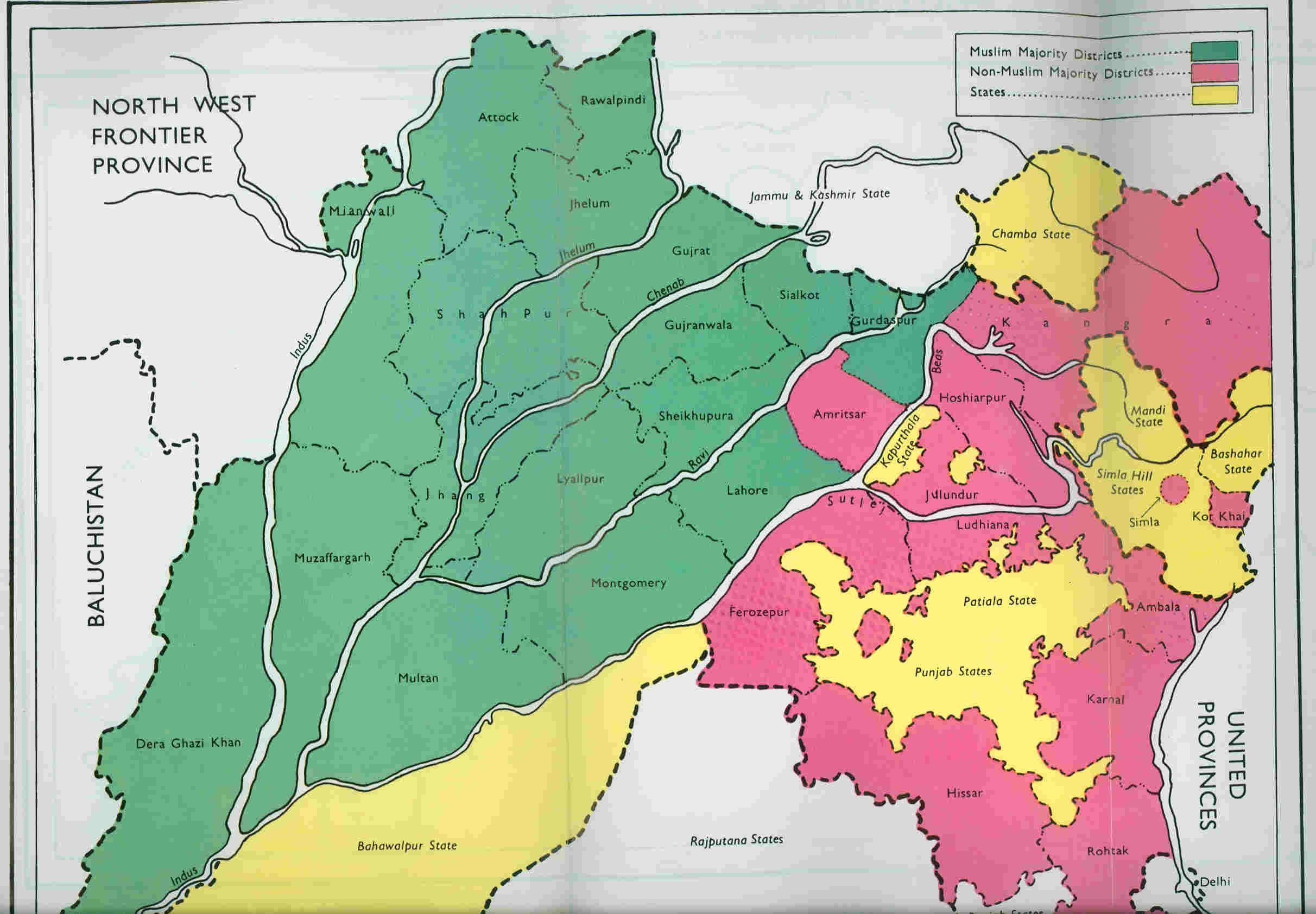
خريطة للبنجاب تظهر المناطق ذات الأغلبية المسلمة (باللون الأخضر) وغير المسلمة (بالوردي) وفقًا لتعداد عام 1941.

فكرة تقسيم مقاطعتي البنغال والبنجابكانت موجودة على الساحة الهندية منذ بداية القرن العشرين. فقد قَسم نائب الملك اللورد كرزون البنغال في عام 1905 إلى مقاطعة "البنغال الشرقية وآسام" وعاصمتها دكا ذات الأغلبية المسلمة، ومقاطعة "البنغال الغربية" وعاصمتها كلكتا ذات الأغلبية هندوسية. لكن أُلغي التقسيم في عام 1911 بعد رفض القومين البنغاليين من المسلمين والهندوس له.
ظهرت مقترحات تقسيم البنجاب ابتداءً من عام 1908، وكان من أبرز من أيد التقسيم الزعيم الهندوسي بهاي بارماناند وقائد حزب المؤتمر لالا لاجبات راي والصناعي جي دي بيرلا وعدد من قادة السيخ. كتب ب. ر. أمبيدكار منشورًا من 400 صفحة بعنوان أفكار حول باكستان بعد دعوة رابطة المسلمين قرار لاهور في عام 1940 الذي دعا إلى إنشاء باكستان، تناول أمبيدكار في الكتاب الحدود بين المناطق المسلمة وغير المسلمة في البنجاب والبنغال، فأظهرت حساباته أغلبية مسلمة في 16 مقاطعة غربية وأغلبية غير مسلمة في 13 مقاطعة شرقية في البنجاب. أما في البنغال فقد أظهرت أغلبية غير مسلمة في 15 مقاطعة. رأى أمبيدكار أن إعادة رسم الحدود الإقليمية لتتماشى الأغلبية الدينية للمقاطعات ينبغي أن يقبله المسلمون ويعتبروه منطقيًا.
أخذت فكرة إنشاء باكستان اهتمامًا أكبر في الأوساط السياسية بعد فشل مؤتمر شيملا عام 1945 بقيادة نائب الملك اللورد ويفيل. أرسل ك. م. بانيكار، رئيس وزراء ولاية بيكانر حينها، مذكرة لنائب الملك عنوانها الخطوة التالية في الهند، اقترح فيها إجراء تعديلات إقليمية للمقاطعات لتلبية مطالب الهندوس والسيخ. بعد رواج فكرة باكستان وزيادة المناقشات حويها أرسل نائب الملك مذكرة حول "نظرية باكستان" إلى وزير الدولة لشؤون الهند. أوضح فيها أن محمد علي جناح يتصور أن تنضم مقاطعتي البنغال والبنجاب بأكملهما لباكستان مع بقاء أجزاء طفيفة منهما للهند، في حين توقع حزب المؤتمر أن تحتفظ الهند بنحو نصف هذه المقاطعات. شكّل هذا التباين الفكري أساس مشكلة التقسيم.
أمر وزير الخارجية بتوجيه نائب الملك بإعداد "مقترحات فعلية لتحديد المناطق الإسلامية". قام ب. مينون مفوض الإصلاحات وزميله السير ب. ن. راو بإعداد مذكرة بعنوان "ترسيم مناطق باكستان"، تضمنت ضم الأقسام الغربية الثلاثة من البنجاب (روالبندي وملتان ولاهور) إلى باكستان وبقاء القسمين الشرقيين (جولوندور ودلهي) في الهند. لكن أظهرت الخطة أن هذا التقسيم سيقسم السيخ إلى حوالي 2.2 مليون من السيخ في باكستان، و1.5 مليون في الهند. لذا اقترح عدم ضم مقاطعتي أمريتسار وغورداسبور لباكستان لضمان وجود غالبية السيخ في الهند، مبررين ذلك قدسية أمريتسار للسيخ وبأهمية غورداسبور الجغرافية. لتعويض باكستان شمل الاقتراح ضم منطقة ديناجبور الشرقية ذات الأغلبية المسلمة الصغيرة لباكستان. "لا أعتقد أنه يمكن إيجاد أي تقسيم أفضل من التقسيم الذي اقترحه نائب الملك".

### المفاوضات النهائية

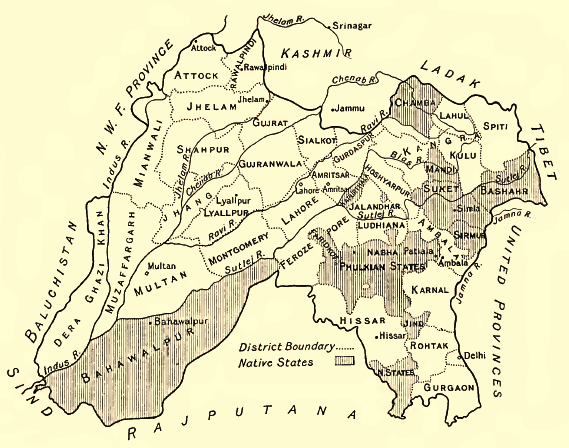
مقاطعة البنجاب قبل التقسيم

أرسلت الحكومة البريطانية في مارس 1946 بعثة وزارية إلى الهند للتوفيق بين المطالب المتعارضة للمؤتمر الوطني ورابطة المسلمين. وافق المؤتمر على السماح بإنشاء باكستان على "المناطق المسلمة حقيقة". طالب قادة السيخ بإقامة بإقامة دولة خاصة بهم تتكون من أقسام أمبالا وجالاندهار ولاهور وأجزاء من قسم ملتان، إلا أن هذه المطالب لم تحظ بموافقة بعثة مجلس الوزراء. عرضت بعثة مجلس الوزراء على محمد علي جناح خيارين: "باكستان أصغر" تقتصر على المناطق ذات الأغلبية المسلمة باستثناء غورداسبور أو "باكستان أكبر" تكون جزءًا من الاتحاد الهندي. اقتربت البعثة من النجاح في الترويج لإنشاء اتحاد هندي فيدرالي، إلا أن الخطة انهارت بسبب معارضة جواهر لال نهرو لفكرة اللامركزية الكبيرة لما ستكون عليه الهند.
وصل اللورد مونتباتن إلى الهند في مارس 1947 ليصبح نائب للملك بتفويض صريح لتسليم السلطة قبل يونيو 1948. خلال عشرة أيام من المفاوضات، حصل مونتباتن على موافقة المؤتمر على تقسيم البنجاب بعد عشرة أيام من المفاوضات، أي أن تنضم 13 مقاطعة شرقية ذات أغلبية غير مسلمة (تشمل أمريتسار وغورداسبور). لكن أصر جناح على المطالبة بأن تُضم الست مقاطعات كاملة لباكستان، ومعبّرًا عن استيائه من تقسيم البنجاب والبنغال واصفًا ذلك بأنه سيؤدي إلى تدمير باكستان.
كانت منطقة غورداسبور قضية مركزية لغير المسلمين. قدم ممثلوهم في المجلس التشريعي للبنجاب تقارير إلى رئيس أركان مونتباتن اللورد إسماي وكذلك الحاكم يخبرهم أن غورداسبور "منطقة غير مسلمة". وقالوا أن المسلمين وإن كانوا أغلبية هامشية بنسبة 51% لم يدفعوا سوى 35% من إيرادات الأراضي في المنطقة.
اقترح حاكم البنجاب إيفان جنكينز في أبريل 1947 تقسيم البنجاب إلى مناطق ذات أغلبية مسلمة وأخرى غير مسلمة وتشكيل لجنة حدود تضم عضوين مسلمين وعضوين غير مسلمين تختارهم الجمعية التشريعية للبنجاب ويترأس اللجنة قاضٍ بريطاني من المحكمة العليا. عارض جناح ورابطة المسلمين فكرة تقسيم المقاطعات، وانزعج السيخ من احتمال اقتصار حصولهم على 12 مقاطعة فقط دون غورداسبور. أعلن عن خطة التقسيم في 3 يونيو 1947، تضمنت الخطة تقسيمًا أوليًا يضم 17 مقاطعة بنجابية إلى باكستان و12 مقاطعة للهند مع إنشاء لجنة حدود لتحديد الخطوط النهائية. يقول سيالكوتي أن طريقة التقسيم هذه حدثت لاسترضاء السيخ.

## العملية والأشخاص الأساسيون
اللورد ويفل نائب الملك في الهند قد رسم مسودة للحدود مسبقًا قبل أن يُعفى من منصبه في فبراير 1947 ويحل محله اللورد لويس مونتباتن. عينت بريطانيا في يونيو 1947 السير سيريل رادكليف رئيسًا لجنتين حدوديتين إحداهما للبنغال والأخرى للبنجاب في خطوة هادفة إلى تحديد الأراضي التابعة لكل بلد بدقة.
كُلفت اللجنة بمهمة «ترسيم الحدود بين جزئي البنجاب على أساس التحقق من المناطق ذات الغالبية المسلمة أو غير المسلمة، في سبيل تحقيق ذلك، سوف تأخذ اللجنة عوامل أخرى بعين الاعتبار». لم تحدد العوامل الأخرى ما أعطى رادكليف مجالًا للمناورة في الترسيم، لكنها تضمنت أسباب مثل «الحدود الطبيعية والتواصل والمجاري المائية وأنظمة الري» والعوامل الاجتماعية والسياسية. ضمت كل لجنة أيضًا أربعة ممثلين: اثنان منهم من المؤتمر الوطني الهندي واثنان من رابطة مسلمي عموم الهند. كان القرار الأخير في التقسيم لرادكليف في الواقع نظرًا لجمود التفاهم بين مصالح الطرفين والعلاقة المتسمة بالحقد بينهما.
أُعطي رادكليف مهلة خمسة أسابيع فقط لتقرير الحدود بعد وصوله إلى الهند في 8 يوليو 1947. وسرعان ما التقى بزميله السابق في الجامعة مونتباتن وسافر إلى لاهور وكلكتا للالتقاء بأعضاء اللجنة خصوصًا نهرو من المؤتمر وجناح رئيس رابطة المسلمين. اعترض رادكليف على المهلة الزمنية المحدودة، لكن جميع الأطراف أصرت على رسم الحدود بحلول 15 أغسطس وقت انسحاب البريطانيين من الهند. كان مونتباتن قد وافق على شغل منصب حاكم الهند باسم التاج الملكي البريطاني بشرط عدم تأخير موعد ترسيم الحدود الموعد. أخذ قرار الترسيم قبل يومين فقط من الانسحاب، لكنه لم يُنشر حتى 17 أغسطس بسبب تأخر الإجراءات السياسية، وذلك بعد يومين من منح الاستقلال للهند وباكستان.

### أعضاء اللجنتين
تألفت كل لجنة من خمسة أعضاء هم رئيس اللجنة (رادكليف) وعضوان مرشحان من قبل المؤتمر الوطني الهندي وعضوان مرشحان من قبل رابطة مسلمي عموم الهند.
تألفت اللجنة الحدودية البنغالية من القضاة سي. سي. بيسواس وبي. كي. موكرجي وأبو صالح محمد أكرم وإس. إيه رحمان.
تألفت اللجنة الحدودية البنجابية من القضاة مير شاند ماهاجان وتيجا سينغ ودين محمد ومحمد منير.

## مشاكل الترسيم

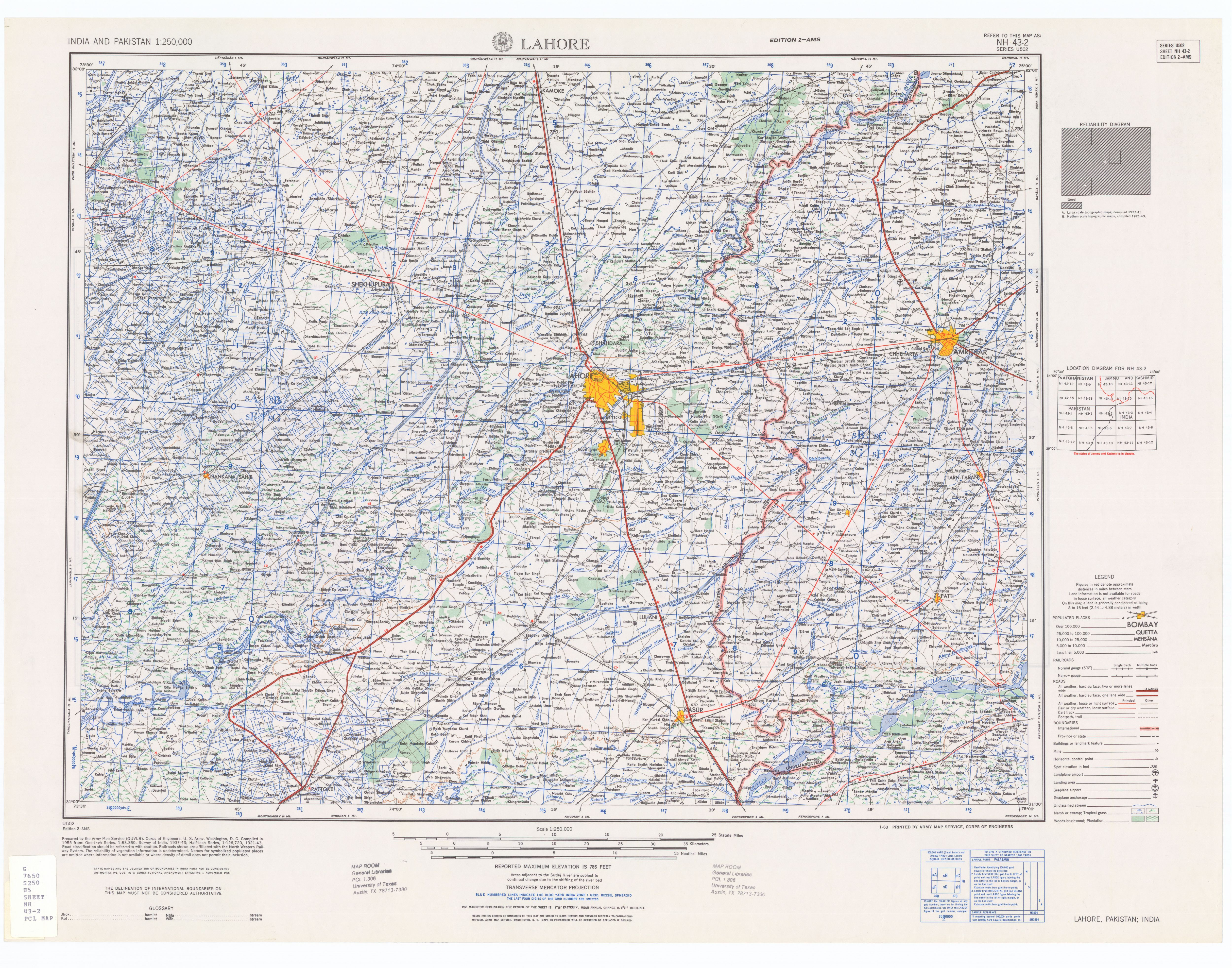
القسم البنجابي من خط رادكليف

### إجراءات رسم الحدود
جميع أعضاء اللجنة كانوا محامين وحقوقيين، امتلك رادكليف وزملاؤه جميع المعلومات النظرية لكنهم لم يملكوا شيئًا من المعرفة التخصصية الضرورية للمهمة. لم يكن لهم مستشارون يخبرونهم بالإجراءات والمعلومات الضرورية لرسم الحدود. كما لم يكن لديهم وقت كافٍ لاستقصاء المعلومات المحلية. كان غياب بعض الخبراء والمستشارين مثل الأمم المتحدة أمرًا مقصودًا بهدف تجنب التأخير. كانت حكومة حزب العمال البريطانية الجديدة «غارقة في ديون الحرب، لذلك فهي ببساطة لم تتمكن من التمسك بإمبراطوريتها المضطربة بشكل متفاقم». «خدم غياب المشاركين الخارجيين -مثل الأمم المتحدة على سبيل المثال- الرغبة الملحة للحكومة البريطانية بحفظ ماء الوجه أيضًا، وذلك لتتجنب الظهور علنًا بأنها تحتاج إلى مساعدة خارجية في حكم -أو التوقف عن حكم- إمبراطوريتها».

### التمثيل السياسي
بدا أن التمثيل المتساوي المقدم للسياسيين من كل من المؤتمر الوطني الهندي ورابطة المسلمين يوفر التوازن المطلوب، لكنه أدى إلى جمود المفاوضات. كانت العلاقات سيئة إلى درجة أن القضاة «كانوا بالكاد يتحدثون مع بعض»، والأجندات متناقضة ومتضاربة إلى درجة أن التفاوض لم يكن ممكنًا. الأسوأ من ذلك أن «زوجة وطفلي القاضي السيخي في لاهور كان قد قتلهم مسلمون في راولبندي قبل عدة أسابيع».
واقعيًا لم يكن تقليل أعداد الهندوس والمسلمين على الجانب الخاطئ من الحدود هو الهم الوحيد الذي يجب موازنته. فقد كان على اللجنة الحدودية البنجابية أن ترسم الحدود عبر منطقة يسكنها مجتمع سيخي. أثار عدم إعطاء البريطانيين اعتبارًا كافيًا للمجتمع السيخي استياء اللورد إسلاي الذي قال إنه «قدم الآلاف من المتطوعين الرائعين للجيش الهندي» الذي خدم التاج الملكي في الحرب العالمية الأولى. لكن السيخ كانوا معارضين بشدة لأي حل يضعهم في دولة يحكمها المسلمون. وأصر الكثير منهم على إقامة دولة مستقلة خاصة بهم، وهو أمر لم يوافق عليه أي طرف من بقية الأطراف.
بقيت أخيرًا مشكلة المجتمعات البشرية التي لا تملك أي تمثيل. اهتم ممثلو اللجنة الحدودية البنغالية بشكل أساسي بمن سيحصل على كلكتا. لم تملك القبائل البوذية في تشيتاجونج هيل تراكتس في البنغال أي تمثيل رسمي وتُركت دون أي معلومات للتحضير لوضعها الجديد حتى بعد مضي يومين على التقسيم.
مضى رادكليف في الأمر ليتخذ جميع القرارات الصعبة بنفسه بعد أن رأى الوضع عصيًا ومستعجلًا. كان هذا الأمر مستحيلًا منذ البداية، لكن يبدو أن رادكليف لم يملك أي شك في إمكانياته ولم يرفع شكوى رسمية أو طلبًا لتغيير شروط المهمة.

### المعرفة المحلية
لم يكن رادكليف قد زار الهند أبدًا قبل تعيينه ولم يملك أي معارف هناك. اعتُبر الحياد ميزة مهمة بالنسبة إلى البريطانيين والسياسيين المتحاربين على حد سواء؛ اعتُبر رادكليف غير متحيز تجاه أي من الأطراف المتنازعة ما عدا بريطانيا بالطبع. كان سكرتيره الشخصي كريستوفر بومونت فقط على علم بالأمور الإدارية والحياة في البنجاب. بسبب رغبته في الحفاظ على انطباع عدم التحيز حوله، بقي رادكليف أيضًا بعيدًا عن حاكم الهند الملكي مونتباتن.
لم يكن لأي قدر من المعرفة أن ينتج خطًا يتجنب النزاع بشكل كلي؛ إذ «أحبطت أعمال الشغب الطائفية في البنجاب والبنغال الآمال بالوصول إلى انسحاب بريطاني سريع» بالفعل. لقد زرعت العديد من بذور الاضطراب في فترة ما بعد الاستعمار قبل فترة طويلة في جنوب شرق آسيا، وذلك عبر قرن ونصف من التحكم البريطاني المباشر وغير المباشر بأجزاء كبيرة من المنطقة، لكن وكما أظهرت الكتب المتتالية، لم يكن أي شيء محتم الحدوث في قصة التقسيم المعقدة والمأساوية للمنطقة.

### التسرع واللامبالاة
برر رادكليف عملية التقسيم بحقيقة مفادها أنه مهما كان القرار الذي سيتخذه فإن الناس سيعانون. لكن قد يظل الدافع وراء هذا التبرير غامضًا فقد دمر رادكليف جميع أوراقه قبل مغادرته الهند. غادر البلاد يوم الاستقلال نفسه حتى قبل إعلان قرارات ترسيم الحدود. اعترف لاحقًا أنه تأثر بشدة بظروف المناخ الهندي التي أثرت على صحته، وكان حريصًا على مغادرة الهند في أسرع وقت ممكن.
عملية تنفيذ قرارات التقسيم لم تكن أقل سرعة من عملية وضع الحدود نفسها. فمُنح السياسيون الهنود والباكستانيون في تمام الساعة الخامسة مساءً من يوم 16 أغسطس 1947 ساعتين فقط لمراجعة التقسيم قبل إعلان قرارات رادكليف رسميًا في 17 أغسطس.

### السرية
جرى التقسيم سرًا لتجنب النزاعات والتأخير فيه. كانت قرارات التقسيم النهائية جاهزة في 9 و12 أغسطس لكنها لم تنشر إلا بعد يومين من التقسيم.
يذكر ريد وفيشر أن هناك أدلة تشير إلى أن نهرو وباتيل ربما أُبلغا سرًا بمحتويات قرار تقسيم البنجاب في 9 أو 10 أغسطس، إما عبر اللورد مونتباتن أو من مساعد سكرتير رادكليف الهندي. عُدل قرار التقسيم بغض النظر عن الطريقة التي حدث بها ذلك ليضم جزءًا بارزًا من منطقة فيروزبور ذات الأغلبية غير المسلمة، والتي تضمنت منطقتين (تحصيلين هما: فيروزبور وزيرا) فيهما أغلبية مسلمة، للهند شرق قناة سوتليج بدلاً من باكستان.
يُعتقد أن هناك سببين رئيسيين لهذا التعديل: أولاً وجود مستودع أسلحة للجيش في تلك المنطقة، وثانيًا احتواؤها على بدايات قناة أساسية توفير المياه لولاية بيكانير الأميرية التي كانت ستنضم إلى الهند.

### التنفيذ
أوكلت مسؤولية تطبيق الحدود بالكامل على عاتق الحكومتان الجديدتان في الهند وباكستان بعد التقسيم. شكل نائب الملك مونتباتن قوة حدود البنجاب بسرعة بهدف الحفاظ على الأمن في منطقة لاهور بعد زياته للاهور في أغسطس. لكن فإن عدد 50,000 رجل لم يكن كافيًا لمنع وقوع آلاف الجرائم فوقعت 77٪ من أعمال العنف في المناطق الريفية. نظرًا لاتساع مساحة الإقليم كانت الكثافة السكانية تعادل أقل من جندي واحد لكل ميل مربع وهو عدد غير كافٍ لحماية المدن، فضلاً عن توفير الأمان لقوافل مئات الآلاف من اللاجئين الذين اضطروا للفرار من ديارهم والهجرة لأحد البلدين.

## النزاعات حول الخط
نشأت نزاعات حول قرار خط رادكليف بشأن التقسيم لا سيما بشأن تلال شيتاغونغ ومنطقة غورداسبور وأيضا مقاطعات مالدا وخولنا ومرشد أباد في البنغال وتقسيم كريمجانج الفرعي في ولاية آسام.
فقد منح خط رادكليف منطقة غورداسبور ذات الأغلبية المسلمة للهند هي ومناطق أجنالا (في منطقة أمريتسار) وزيرا وفيروزبور (في منطقة فيروزبور) وناكودار وجولاندور (في منطقة جولاندور). في المقابل مُنحت أراضي تلال شيتاغونغ التي كان يشكل غير المسلمون 97% من سكانها، وخولنا التي كان يشكل غير المسلمين 51% من السكان، لباكستان.

### البنجاب

#### منطقة فيروزبور
يقر المؤرخون الهنود الآن بأن اللورد مونتباتن أثر على قرار منح منطقة فيروزبور للهند. تقع في هذه المنطقة قناطر نهر بيز الذي يتصل لاحقًا بنهر ستلج ويجري باتجاه باكستان. ضغط زعيم المؤتمر جواهر لال نهرو ونائب الملك مونتباتن على رادكليف لضمان عدم ضم تلك المنشآت إلى باكستان.

#### منطقة غورداسبور

بيانات التعداد السكاني لمنطقة غورداسبور والتي تظهر تغيرات ديموغرافية دينية ملحوظة. فكان غير المسلمين يشكلون الأغلبية بنسبة 52.49% في تعداد عام 1881. ارتفعت نسبة المسلمين تدريجيًا مع مرور الزمن ليصبحوا الأغلبية بحلول عام 1930.

نهر رافي يقسم منطقة غورداسبور إلى تحصيل شاكارجاره على الضفة الغربية، وتحصيلات باثانكوت وغورداسبور وباتالا على الضفة الشرقية. منح تحصيل شاكارجاره، الأكبر من حيث المساحة، لباكستان (وأصبح لاحقًا جزءًا من منطقة ناروال في غرب البنجاب). أما التحصيلات الثلاثة الشرقية فقد مُنحت للهند (أصبحت باثانكوت لاحقًا منطقة مستقلة في شرق البنجاب). تبع ذلك عمليات نزوح للسكان إذ غادر المسلمون إلى باكستان بينما انتقل الهندوس والسيخ إلى الهند.
بلغت نسبة المسلمين في منطقة غورداسبور 50.2% أي أنهم يشكلون أغلبية طفيفة. (صنفت منطقة غورداسبور بأكملها منطقة باكستان بأغلبية مسلمة تبلغ 51.14% في قرار التقسيم الملحق بقانون الاستقلال الهندي. بلغ توزيع ديانات السكان في تعداد عام 1901 إلى بنسبة 49% للمسلمين و40% للهندوس و10% للسيخ). كان تحصيل باثانكوت الوحيد ذو الأغلبية الهندوسية، أما التحصيلات الثلاثة الأخرى فكانت ذات أغلبية مسلمة، لكن لم تمنح إلأ شاكارجاره فقط لباكستان.
برر رادكليف عدم منح التحصيلات الثلاثة الأخرى لباكستان ومنحها للهند بأن قناطر القنوات التي تروي منطقة أمريتسار موجودة في منطقة غورداسبور، وكان من المهم إبقاؤها تحت إدارة موحدة. ربما استند قراره أيضًا إلى مسودة تقسيم اللورد ويفيل في فبراير 1946 التي ذكر فيها أن غورداسبور يجب أن تُضم إلى أمريتسار وأن أمريتسار لا يمكن أن تكون جزءًا من باكستان بسبب أهميتها الدينية للسيخ. كما أن خط السكة الحديد الذي يربط أمريتسار بباثانكوت يمر عبر باتالا وغورداسبور. زعم أنه لتعويض منح منطقة ديناجبور لشرق باكستان.
زعمت باكستان بأن منح التحصيلات الثلاثة للهند كان تلاعبًا من اللورد مونتباتن ليوفر طريق بري للهند إلى جامو وكشمير. تقول الباحثة شيرين إلهي أن الطريق البري إلى كشمير كان يمر أساسًا عبر منطقة باثانكوت ذات الأغلبية الهندوسية، وبالتالي لم يؤثر منح باتالا وغورداسبور للهند على هذا الطريق.

#### وجهة النظر الباكستانية حول منح غورداسبور للهند
تُؤكد باكستان أن مونتباتن تدخل لتعديل خط رادكليف ليمنح منطقة غورداسبور للهند ويسهل انضمام كشمير إليها. يدعم هذا الرأي بعض الباحثين الذين يعتقدون أن تخصيص غورداسبور للهند لم يكن بدافع مطالب السيخ بقدر ما كان لتوفير طريق بري للهند إلى جامو وكشمير. ذكر في مسودة الخط التي كانت تُستخدم لأغراض الإدارة المؤقتة، فقد خصصت منطقة غورداسبور بأكملها لباكستان لكونها ذات أغلبية مسلمة. وقد وصف جناح وقادة باكستانيون آخرون الخط بأنها "غير عادل أبدأ".
قال محمد ظفر الله خان الذي مثّل رابطة المسلمين في لجنة حدود رادكليف في يوليو 1947 أن اللجنة كانت مجرد مهزلة، قائلا أن مونتباتن وقادة المؤتمر عقدوا صفقة سرية. كما قال مهر تشاند ماهاجان أحد العضوين غير المسلمين في لجنة الحدود في سيرته الذاتية أنه كان مترددًا في الانضمام إلى اللجنة، معتقدًا أنها لن تكون سوى واجهة وأن القرارات الحقيقية سيتخذها مونتباتن نفسه. لم تتهم الحكومة الباكستانية مونتباتن رسميًا على تعديلاته المزعومة على خط رادكليف إلى مجلس الأمن التابع للأمم المتحدة عند عرض قضية كشمير، وذلك نتيجة للضغط البريطاني.
يذكر ظفر الله خان أنه لو اعتمد رادكليف عن التحصيل بترسيم الحدود، لكانت باكستان قد حصلت على تحصيل فيروزبور وزيرا في منطقة فيروزبور وجولوندور وناكودار في منطقة جولوندور وتحصيل داسويا في منطقة هوشياربور. كانت باكستان ستضم أيضًا ولاية كابورتالا الأميرية ذات الأغلبية المسلمة وتضم تحصيل أجنالا في منطقة أمريتسار. كما كانت ستحصل على تحاصيل شاكارجاره وباتالا وغورداسبور في منطقة غورداسبور. وإذا رسمت الحدود على أساس الأقاليم الطبيعية (دوآب)، لكانت باكستان قد حصلت على 16 منطقة كانت مخصصة لها بالفعل في التقسيم النظري، بالإضافة إلى منطقة غورداسبور ومنطقة كانغرا الجبلية ذات الأغلبية الهندوسية (93٪) الواقعة شمال شرق غورداسبور. وأي من هذه الطرق كان يمكن أن يكون أكثر فائدة لباكستان من خط الحدود الفعلي. إلا أن باكستان لم تحصل سوى على شاكارجاره من بين التحصيلات ذات الأغلبية المسلمة، بينما مُنحت الهند بقية التحصيلات ولم تحصل باكستان على أي منطقة ذات أغلبية غير مسلمة في البنجاب.
وقال ظفر الله خان أن رادكليف استخدم حدود المقاطعات والتحصيل وحتى القرى، لرسم خط الحدود بطريقة أضرت بباكستان. يرى ظفر الله خان أن الادعاء بأن منح باتالا وغورداسبور للهند لم يؤثر على كشمير أمر غير دقيق. فلو منحت باتالا وغورداسبور لباكستان، لكان تحصيل باثانكوت معزولًا ومحصورًا. ورغم أنه يمكن أن يصل الهنود إلى باثانكوت عبر منطقة هوشياربور، إلا أن بناء الطرق والجسور اللازمة لتحركات عسكرية كان سيستغرق وقتًا طويلًا للغاية.

#### علاقة منح غورداسبور للهند بكشمير
ذكر ستانلي ولبرت أن رادكليف في خرائطه الأولية كان قد منح منطقة غورداسبور لباكستان، وهي كانت أحد أكبر مخاوف نهرو ومونتباتن لأن ذلك كان سيحرم الهند من الوصول السهل إلى كشمير. ذكر أليستر لامب أن مونتباتن بالتعاون مع نهرو، ضغط على رادكليف لمنح منطقة غورداسبور ذات الأغلبية المسلمة في شرق البنجاب للهند، مما سيمنح للهند طريقًا إلى كشمير.
يعتقد أندرو روبرتس أن مونتباتن لعب دورًا في تغير الحدود بين الهند وباكستان، ويذكر أنه إذا تم التلاعب في تقسيم الدوائر الانتخابية في فيروزبور، فمن السهل تصديق أن مونتباتن ضغط أيضًا على رادكليف لضمان أن تمنح منطقة غورداسبور للهند، أي وصول هندي سهل لكشمير. يذكر بيري أندرسون أن مونتباتن الذي كان من المفترض أن يكون محايدًا ولا يؤثر على قرارات رادكليف، تدخل خلف الكواليس وربما بناء على طلب من نهرو لتغيير خط الحدود. وكان من السهل عليه إقناع رادكليف بمنح غورداسبور للهند، وبالتالي تسهيل وصول الهند إلى كشمير.
تذكر بعض المصادر البريطانية إلى أن "ولاية كشمير لم تكن في حسبان أي من الأطراف" عندما رسم خط الحدود، وأن حتى الباكستانيين لم يدركوا أهمية غورداسبور بالنسبة لكشمير حتى دخلت القوات الهندية كشمير. نفى كل من مونتباتن ورادكليف بشدة هذه الاتهامات. ومن المستحيل تحديد أي الأراء هي الصحيحة فأوراق مونتباتن المتعلقة بالقضية محفوظة في مكتبة مكتب الهند وهي مغلقة أمام الباحثين لفترة غير محددة.

### البنغال

#### تلال شيتاغونغ
| الدين في تلال شيتاغونغ تعداد 1931 | الدين في تلال شيتاغونغ تعداد 1931 | الدين في تلال شيتاغونغ تعداد 1931 | الدين في تلال شيتاغونغ تعداد 1931 | الدين في تلال شيتاغونغ تعداد 1931 |
| --------------------------------- | --------------------------------- | --------------------------------- | --------------------------------- | --------------------------------- |
| الدين                             | الدين                             |                                   |                                   | النسبة                            |
| الإسلام                           | الإسلام                           |                                   | 3.85%                             | 3.85%                             |
| الهندوسية                         | الهندوسية                         |                                   | 17.27%                            | 17.27%                            |
| أرواحية                           | أرواحية                           |                                   | 5.52%                             | 5.52%                             |
| البوذية                           | البوذية                           |                                   | 72.98%                            | 72.98%                            |
| أخر                               | أخر                               |                                   | 0.38%                             | 0.38%                             |

كان غالبية سكان تلال شيتاغونغ من غير المسلمين بنسبة 97% معظمهم من البوذيين، لكنها ضمت إلى باكستان. قدمت رابطة شعب تلال شيتاغونغ التماسًا إلى لجنة حدود البنغال تطالب فيه بأن تبقى المنطقة ضمن الهند لأن أغلب سكانها غير مسلمين. كانت تلال شيتاغونغ منطقة مستقلة عن البنغال منذ عام 1900، ولم تكن جزءًا من الجمعية التشريعية البنغالية في كلكتا لذا لم يكن لها تمثيل رسمي. لم تجر مناقشات رسمية بشأن هذه المسألة بسبب غياب التمثيل الرسمي، واعتقد الكثير من الهنود أنها ستُمنح للهند.
احتفل السكان الأصليون بيوم الاستقلال في 15 أغسطس 1947، فرفعوا العلم الهندي في رانغاماتي عاصمة المنطقة. دُهش السكان عندما عرفوا أن المنطقة منحت لباكستان بعدما أعلن عن تفاصيل خط الحدود في 17 أغسطس 1947. دخل فوج البلوش التابع للجيش الباكستاني المنطقة بعد أسبوع وأزال العلم الهندي تحت تهديد السلاح. وكان سبب منحها لباكستان هو صعوبة الوصول لها من الهند، وكونها منطقة ريفية كبيرة تدعم اقتصاد ميناء ومدينة شيتاغونغ.
بعث السكان الأصليون وفدًا بقيادة سنيها كومار شاكما إلى دلهي لطلب المساعدة من القيادة الهندية. اتصل شاكما بسردار باتيل الذي أبدى استعداده للمساعدة، لكنه أصر أن يطلب شاكما المساعدة رئيس الوزراء جواهر لال نهرو الذي رفض مساعدته، خوفًا من أن يؤدي صراع عسكري حول تلال شيتاغونغ قد يعيد البريطانيين إلى الهند.

#### مقاطعة مالدا
قرر رادكليف تقسيم منطقة مالدا في البنغال التي كانت ذات أغلبية مسلمة طفيفة، فمنح أغلبها مع بلدة مالدا للهند، باستثناء منطقة نوابجانج التي منحت لباكستان.

#### مقاطعتا خولنا ومرشد آباد
أعطيت منطقة خولنا (ذات الأغلبية الهندوسية البالغة 51٪) لباكستان الشرقية عوضًا عن منطقة مرشد أباد (ذات الأغلبية المسلمة 70٪) التي منحت للهند. اعتقد سكان مرشد آباد في البداية أنهم سينضمون لباكستان فرفع العلم الباكستاني في مرشد آباد لمدة ثلاثة أيام حتى استبدل بالعلم الهندي بعد ظهر يوم 17 أغسطس 1947.

#### مقاطعة كريمجانج
انضمت منطقة سلهت في آسام إلى باكستان بعد استفتاء. لكن فصل قسم كريمجانج الفرعي (ذو الأغلبية المسلمة) عن سلهت ومنحت للهند ثم أصبح مقاطعة في عام 1983. يشكل المسلمون أغلبية في المنطقة بنسبة 56.4٪ وذلك وفقا لتعداد 2011.

## الإرث
يعد تقسيم الهند أحد الأحداث المركزية في الذاكرة الجماعية للهند وباكستان وبنغلاديش. اعتبر خط رادكليف عامل حاسم في نتائج التقسيم في العديد من الأفلام والكتب الصور الفنية عن تقسيم الهند.
أصدر موقع فوكس الإخباري التوضيحي حلقة في إطار سلسلة تتناول قضايا التقسيم الضوء على "التأثيرات الدائمة لخط رادكليف على البنجاب". تناولت الحلقة التغيرات التي أحدثها التقسيم مثل تعطيل "حج السيخ الذي استمر لقرون" وفصل "مجتمعات البنجاب مختلفة الأديان عن بعضها البعض".

### خط رادكليف في الأعمال الفنية
أحد الأعمال البارزة التي تناولت موضوع خط رادكليف هي مسرحية رسم الخط التي كتبها الكاتب المسرحي البريطاني هوارد برينتون. قال برينتون أن اهتمامه بموضوع خط رادكليف بدأ أثناء زيارته للهند وسماعه قصصًا من أشخاص عانت عائلاتهم بسبب التهجير عبر الحدود الجديدة. تصور برينتون أن سيريل رادكليف كان رجل يعاني صراعًا داخليًا مع ضميره ودافع عن تصوره هذا.
كما أخرج المخرج الهندي رام مادهواني فيلمًا قصيرًا مدته تسع دقائق يستكشف سيناريو محتمل يعبر فيه رادكليف عن ندمه على رسم الخط. استوحى الفيلم من قصيدة ويستن هيو أودن حول التقسيم.
ساهم الفنانون التشكيليون مثل زارينا هاشمي وسليمة هاشمي وناليني ماليني ورينا سايني كالات وبريتيكا شودري، بأعمال فنية متنوعة مثل الرسومات والمطبوعات والمنحوتات تصور خط رادكليف وتأثيراته العميقة.

## معلومات المراجع الكاملة
- Ahmed، Ishtiaq (2013)، Pakistan – The Garrison State: Origins, Evolution, Consequences (1947-2011)، Oxford University Press Pakistan، ISBN:978-0-19-906636-0، مؤرشف من الأصل في 2024-10-08
- Chester، Lucy (فبراير 2002)، "The 1947 Partition: Drawing the Indo-Pakistani Boundary"، American Diplomacy، مؤرشف من الأصل في 2011-06-28، اطلع عليه بتاريخ 2007-01-22
- Datta، V. N. (2002)، "Lord Mountbatten and the Punjab Boundary Commission Award"، في S. Settar؛ Indira B. Gupta (المحررون)، Pangs of Partition: The parting of ways، Manohar، ص. 13–39، ISBN:978-81-7304-306-2
  - Datta، V. N. (1998)، "The Punjab Boundary Commission Award (12 August, 1947)"، Proceedings of the Indian History Congress، ج. 59، ص. 850–862، JSTOR:44147058
- Dhulipala، Venkat (2015)، Creating a New Medina، Cambridge University Press، ISBN:978-1-107-05212-3، مؤرشف من الأصل في 2024-11-30
- Mansergh, Nicholas, ed. The Transfer of Power, 1942-7. (12 volumes)[استشهاد منقوص البيانات]
- Mishra، Pankaj (13 أغسطس 2007). "Exit Wounds". The New Yorker. مؤرشف من الأصل في 2025-04-25.
- Read، Anthony؛ Fisher، David (1998)، The Proudest Day: India's Long Road to Independence، New York: W. W. Norton & Company، ISBN:9780393045949، مؤرشف من الأصل في 2023-01-07
- Schofield، Victoria (2003) [First published in 2000]، Kashmir in Conflict، London and New York: I. B. Taurus & Co، ISBN:978-1860648984
- Sialkoti، Zulfiqar Ali (2014)، "An Analytical Study of the Punjab Boundary Line Issue during the Last Two Decades of the British Raj until the Declaration of 3 June 1947" (PDF)، Pakistan Journal of History and Culture، ج. XXXV، مؤرشف من الأصل (PDF) في 2024-12-19
- Tan، Tai Yong؛ Kudaisya، Gyanesh (2000)، The Aftermath of Partition in South Asia، Routledge، ISBN:978-1-134-44048-1، مؤرشف من الأصل في 2023-01-07

## للاستزادة
- India: Volume XI: The Mountbatten Viceroyalty-Announcement and Reception of 3 June Plan, 31 May-7 July 1947. Reviewed by Wood, J.R. "Dividing the Jewel: Mountbatten and the Transfer of Power to India and Pakistan". Pacific Affairs, Vol. 58, No. 4 (Winter, 1985–1986), pp. 653–662. JSTOR
- Berg, E., and van Houtum, H. Routing borders between territories, discourses, and practices (p.128).
- Chester, Lucy P. Borders and Conflict in South Asia: The Radcliffe Boundary Commission and the Partition of Punjab. Manchester UP, 2009.
- Collins, L., and Lapierre, D. (1975) Freedom at Midnight.
- Collins, L., and Lapierre, D. Mountbatten and the Partition of India. Delhi: Vikas Publishing House, 1983.
- Heward, E. The Great and the Good: A Life of Lord Radcliffe. Chichester: Barry Rose Publishers, 1994.
- Mishra، Pankaj (13 أغسطس 2007). "Exit Wounds". ذا نيو يوركر. مؤرشف من الأصل في 2025-04-25.
- Moon, P. The Transfer of Power, 1942-7: Constitutional Relations Between Britain and India: Volume X: The Mountbatten Viceroyalty-Formulation of a Plan, 22 March-30 May 1947. Review "Dividing the Jewel" at JSTOR
- Moon, Blake, D., and Ashton, S. The Transfer of Power, 1942-7: Constitutional Relations Between Britain and India: Volume XI: The Mountbatten Viceroyalty Announcement and Reception of the 3rd June Plan 31 May- 7 July 1947. Review "Dividing the Jewel" at JSTOR
- Smitha, F. The US and Britain in Asia, to 1960. MacroHistory website, 2001.
- Tunzelmann, A. Indian Summer. Henry Holt.
- Wolpert, S. (1989). A New History of India, 3rd ed. New York: Oxford University Press.

## روابط خارجية
- Drawing the Indo-Pakistani border نسخة محفوظة 28 June 2011 على موقع واي باك مشين.